# Atlantea pantoni
Atlantea pantoni is een vlinder uit de familie Nymphalidae. De wetenschappelijke naam van de soort is voor het eerst geldig gepubliceerd in 1906 door William James Kaye.